# Stęp (jeździectwo)

Stęp

Stęp hiszpański

Stęp – czterotaktowy, najwolniejszy chód konia (oraz osła i muła).
Kolejność stawiania nóg: np. lewa tylna, lewa przednia, prawa tylna, prawa przednia. Koń zawsze rozpoczyna swój chód lewą, albo prawą kończyną tylną. Prędkość 100 metrów/minutę.
Wyróżniamy:
Stęp zebranyŚlady tylnych kopyt nie sięgają przednich lub je pokrywają. Praca kończyn w stępie zebranym jest bardzo energiczna. Krok jest krótszy niż w stępie pośrednim, ale bardziej wyniosły.
Stęp pośredniŚlady tylnych kopyt nieco przekreślają ślady przednich. Koń kroczy energicznie, lecz spokojnie, wyraźnie zaznaczonymi krokami.
Stęp wyciągniętyKoń porusza się maksymalnie wyciągniętym krokiem, ślady tylnych kopyt wyraźnie przekraczają ślady przednich kopyt.
Stęp swobodnyZwany również stępem na długiej wodzy, ponieważ jeździec pozwala koniowi swobodnie wyciągnąć szyję i obniżyć głowę. Stosowany jest podczas przerwy w pracy.
Krok hiszpańskiW tej figurze koń podnosi wysoko nogi. Jak sama nazwa wskazuje, pochodzi on z Hiszpanii. Nauka tego chodu zaczyna się na ziemi, kiedy to jeździec delikatnie „łaskocząc” konia po przednich nogach batem, zachęca zwierzę do wysokiego ich podnoszenia. Jeździec powinien dawać wtedy specjalną komendę, jak np. „noga”, lub „nóżka” i nagradzać konia sowicie za każdym razem, gdy podniesie on wysoko nogę. Jest to ćwiczenie bardzo męczące dla konia i ogólnie nie poprawia jego kondycji fizycznej.